# Savoy Hotel
Savoy Hotel er et engelsk luksushotel på The Strand i City of Westminster i det centrale London. Det blev opført af impresario Richard D'Oyly Carte med penge tjent på hans Gilbert og Sullivan-operaproduktioner og åbnede den 6. august 1889. Det var det første hotel i Cartes-familiens hoteller og restauranter. Savoy var det første luksushotel i Storbritannien og introducerede elektrisk lys i hele bygningen, elektriske elevatorer, badeværelser i de mest overdådigt møblerede værelser, koldt og varmt vand i hanerne og mange andre nyskabelser. Carte hyrede César Ritz som manager og Auguste Escoffier som køkkenchef; de satte en standard uden fortilfælde i hotelbranchen, underholdningsindustrien og gastronomien. Det tiltrak kongelige, rige og magtfulde gæster til hotellet og restauranten.
Hotellet blev Cartes mest succesfulde projekt. Orkestrene Savoy Orpheans og Savoy Havana Band opnåede stor succes. De spillede med George Gershwin, Frank Sinatra, Lena Horne og Noël Coward. Andre berømte gæster er Edward 8., Oscar Wilde, Enrico Caruso, Charlie Chaplin, Babe Ruth, Harry Truman, Joan Crawford, Judy Garland, John Wayne, Laurence Olivier, Marilyn Monroe, Humphrey Bogart, Elizabeth Taylor, Barbra Streisand, Bob Dylan, Bette Midler og The Beatles. Winston Churchill spiste jævnligt frokost på hotellet.
Hotellet, der er kaldt "Londons mest berømte hotel", drives i dag af Fairmont Hotels and Resorts. Det har 268 værelser og panoramaudsigt over Themsen, Savoy Place og Thames Embankment. Hotellet er fredet (listed building af anden grad).

## The Savoy Cocktail Book
I 1930 udgav Savoy Hotel for første gang cocktailbogen The Savoy Cocktail Book, der bestod af 750 opskrifter på cocktails samlet af Harry Craddock fra American Bar og med Art Deco "dekorationer" af Gilbert Rumbold. Bogen er blevet trykt lige siden, og er blevet genudgivet i 1952, 1965, 1985, 1996, og udvidet i 1999 og 2014.